# Tomica i prijatelji: Velika utrka
Tomica i prijatelji: Velika utrka (eng. Thomas & Friends: The Great Race) je britanski animirani film redatelja David Stoten iz 2016. godine i filmskog serijala Tomica i prijatelji.

## Glavne uloge
- Joseph May
- John Hasler
- Kerry Shale
- Keith Wickham
- Tina Desai
- Rufus Jones
- Rasmus Hardiker
- John Schwab

## Vanjske poveznice
- Tomica i prijatelji: Velika utrka na Internet Movie Databaseu (engl.)